# スマイリー小原とスカイライナーズ
スマイリー小原とスカイライナーズ（スマイリーおはらとスカイライナーズ、英語名：Smiley Ohara and His Skyliners）は、過去に活動していた日本のビッグバンド（ジャズ・オーケストラ）である。

## 概要
1958年に結成され、渡辺プロダクションに所属する。「踊る指揮者」として話題になったスマイリー小原をリーダーに結成されたバンドであり、主に洋楽のカヴァー等を演奏していた。
ザ・ヒットパレード等でレギュラー出演を行った事もある。またザ・ピーナッツの楽曲の演奏も行った事も多かった（スク・スク等、現在でも音源が保存されているものもある）。
1970年代以降は急速に活動が少なくなったものの、時折テレビ番組にも出演していた。
1983年、活動25年で楽団を解散した。
しばたはつみがこのバンドの専属歌手であった（しばたはメンバーではない）。

## メンバー
- 指揮者 スマイリー小原
- トランペット 小原正勝/宮下明/上野雅憲/山田昌芳
- トロンボーン 岩田哲朗/田摩道夫/大津留克明/堀谷昌弘
- サキソフォン 飯田一雄/多田信行（以上アルト）、菅原功/相木啓二（以上テナー）、佐藤光也（以上バリトン）
- ベース 藤健一
- ピアノ 首藤邦彦/鈴木庸一/森岡賢一郎
- ドラムス 海老沢一博
- コンガ 広瀬勝弘
- サックス 醍醐麻沙夫[1]

## 主な専属番組
- ザ・ヒットパレード（1959年 - 1970年、フジテレビ）
- シャボン玉ホリデー（1961年 - 1972年、日本テレビ）
- 新春かくし芸大会（1964年 - 1975年、フジテレビ）
- クイズ!家族ドレミファ大賞（1976年、フジテレビ）
- クイズ・ドレミファドン!（1976年 - 1978年、フジテレビ）